# Мелозавры
Мелозавры (лат. Melosauridae) — семейство темноспондилов пермской эпохи. Относятся к надсемейству архегозавроидов (Archegosauroidea), родичи архегозавров и платиопозавров.

## Описание
Отличаются относительно короткой широкой мордой. Череп высокий в задней части, морда относительно плоская. Глазницы направлены вверх. Ноздри крупные. Череп с хорошо выраженным скуловым изгибом и пережимом позади ноздрей. Передние нёбные ямы парные, с отвесными передними и боковыми стенками. Альвеола последнего зуба предчелюстной кости значительно меньше двух предыдущих альвеол. В парахоанальном зубном ряду сошника до шести зубов. Многочисленные шагреневые зубы на сошниках. Затылочный мыщелок парный. Ушные вырезки крупные. Название («чёрные ящеры») происходит от цвета породы, вмещавшей первые находки.

## Классификация
Семейство мелозавров включает два подсемейства: Melosaurinae и Tryphosuchinae. 

### Melosaurinae
Для этих амфибий характерно ложковидное расширение переднего конца черепа, расположение заднего края хоаны впереди переднего края межптеригоидного окна; незагнутый вверх передний конец нижней челюсти с прямолинейной (в плане) симфизной частью; горизонтальная пластина на медиальной стороне зубной кости позади симфиза; массивный околосуставной блок нижней челюсти; симфизные клыки, незначительно превышающие по размерам передние зубы нижней челюсти; крупная радиально-ячеистая и радиально-гребенчатая скульптура на угловой кости. Нёбные клыки и краевые зубы крупные. Скелет конечностей у некоторых видов относительно массивный, у других — запястье и плюсна в значительной степени хрящевые. Типовой род — мелозавр (Melosaurus). Род описан в 1857 году фон Мейером из медистых песчаников Приуралья (Стерлитамак в Башкирии). Типовой вид рода — M. uralensis. Длина черепа достигала 20 см и более. Внешне животное напоминало небольшого относительно короткомордого крокодила. Другие виды рода могли быть крупнее — например, M. kamaensis имел череп более 40 см длиной. Этот вид отличался более низким широким черепом. Некрупные виды M. platyrhinus и M. compilatus характеризуются относительно короткой мордой и широким черепом.
Род коиния (Koinia) с единственным видом K. silantjevi сходен с мелозавром. Все мелозаврины характеризуют голюшерминский субкомплекс очёрского комплекса казанского века поздней («средней») перми Приуралья. Эти темноспондилы были водными или полуназемными хищниками, напоминавшими по образу жизни аллигаторов. Желобки боковой линии у этих животных не развиты.

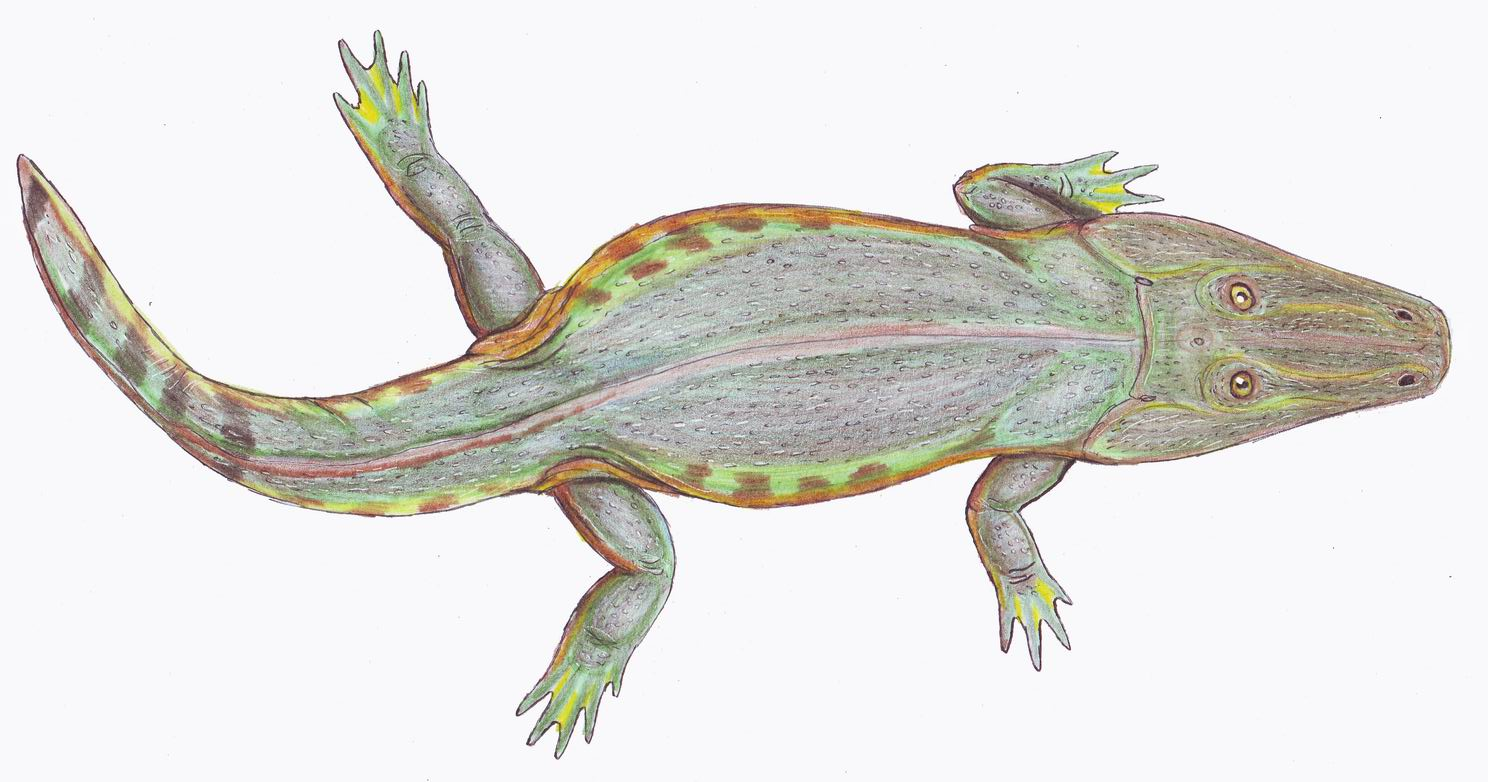
Tryphosuchus paucidens

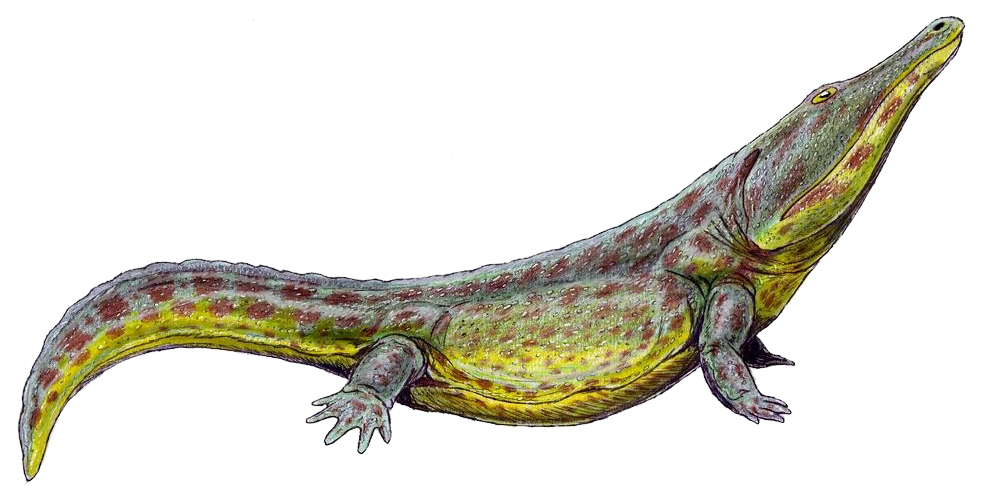
Konzhukovia vetusta

### Tryphosuchinae
Этих амфибий отличает нерасширенный передний конец черепа; расположение заднего края хоаны позади уровня переднего края межптеригоидного окна; загнутый вверх передний конец нижней челюсти с Г-образным изгибом (в плане) симфизной части; узкая зубная кость позади симфиза без горизонтальной пластины; меньшая массивность околосуставного блока нижней челюсти; очень крупные по отношению к передним зубам нижней челюсти симфизные клыки; более мелкая скульптура ячеистого и радиально-ячеистого типа на угловой кости. Типовой род — трифозух (Tryphosuchus). Череп длиной до 40 см, сильно скульптированный, с желобками боковой линии. Морда короткая, весь череп довольно широкий. Скелет конечностей очень слабо окостеневший. Вероятно, водное рыбоядное животное. Описан Б. П. Вьюшковым как Melosaurus kinelensis в 1935 году, в особый род выделен Е. Д. Конжуковой в 1955 году.
В подсемейство входит также род Uralosuchus, описанный Ю. М. Губиным в 1993 году. Все представители данного подсемейства обнаружены в отложениях очёрского субкомплекса и ишеевского комплекса (позднеказанский — раннетатарский век) «средней» перми Приуралья.
Ранее в подсемейство включался и род конжуковия (Konzhukovia). Описан Е. Д. Конжуковой как Melosaurus vetustus в 1955 году. Новое название рода введено Ю. М. Губиным в 1991 году. Череп типовой особи длиной 28 см, шириной 16 см, высотой 6 см — это старый экземпляр. Мощные нёбные «клыки» в передней части черепа, морда низкая, сам череп высокий. Тазовые кости сходны с тазом эриопса. Возможно, это указывает на полуназемный образ жизни. Окаменелости Konzhukovia найдены в России и Бразилии. В 2017 году род выделен в семейство Konzhukoviidae.